# Корчищи (Новгородская область)
Корчищи — опустевшая деревня в Шимском районе Новгородской области в составе Шимского городского поселения.

## География
Находится в западной части Новгородской области на расстоянии приблизительно 16 км на восток-юго-восток по прямой от районного центра поселка Шимск к югу от озера Ильмень.

## История
В 1909 году здесь (деревня Старорусского уезда Новгородской губернии) был учтен 41 двор.

## Население
Численность населения: 278 человек (1909 год), 0 как в 2002 году, так и в 2010.

## Климат
Климат умеренно континентальный, близок к морскому, с характерной избыточной влажностью, прохладным летом, теплой продолжительной осенью, умеренно-мягкой зимой и нежаркой затяжной весной. Зимой обычно пасмурно с частыми оттепелями. В оттепель бывает гололед. Метели не частое явление около 5-10 дней в месяц.